# Liste des mammifères en Guinée
Ceci est une liste des espèces de mammifères recensées en Guinée . Parmi les espèces de mammifères en république de Guinée, une est en danger critique d'extinction, dix sont en danger, onze sont vulnérables et neuf sont quasi menacées.
Les balises suivantes sont utilisées pour mettre en évidence l'état de conservation de chaque espèce tel qu'évalué par l'Union internationale pour la conservation de la nature :
| (EX) | Éteint                  | Il n'y a pas le moindre doute sur le fait que le dernier spécimen recensé est mort.                                                                   |
| (EW) | Éteint à l'état sauvage | L'espèce est connue uniquement en captivité ou en tant que population naturalisée bien en dehors de son ancienne aire de répartition.                 |
| (CR) | En danger critique      | L'espèce risque prochainement de s'éteindre à l'état sauvage.                                                                                         |
| (EN) | En danger               | L'espèce fait face à un très gros risque d'extinction à l'état sauvage.                                                                               |
| (VU) | Vulnérable              | L'espèce fait face à un gros risque d'extinction à l'état sauvage.                                                                                    |
| (NT) | Quasi menacé            | L'espèce ne satisfait pas un ou plusieurs des critères prévus qui permettraient de la catégoriser, mais pourrait risquer de s'éteindre dans le futur. |
| (LC) | Préoccupation mineure   | Il n'y a pas de risque identifiable pour l'espèce. |
| (DD) | Données insuffisantes   | Il n'y a pas d'information adéquate qui permettraient de faire une évaluation des risques pour cette espèce.                                          |

Certaines espèces ont été évaluées à l'aide d'un ensemble de critères antérieurs. Les espèces évaluées à l'aide de ce système ont les catégories suivantes au lieu des catégories quasi menacées et moins préoccupantes :
| LR/cd | Risque faible/dépendant de mesures de conservation | Espèce bénéficiant d'un programme de conservation continue et qui pourraient basculer dans une catégorie de risque plus élevée si ce programme s'arrêtait. |
| LR/nt | Risque faible/Quasi menacé                         | Espèces qui sont proches d'être classées en tant qu'espèce vulnérable mais qui ne sont pas l'objet de programmes de conservation.                          |
| LR/lc | Risque faible/Préoccupation mineure                | Espèces pour lesquelles il n'y a pas de risques identifiés.                                                                                                |

## Ordre:Afrosoricida(tenrecs et taupes dorées)
L'ordre Afrosoricida contient les taupes dorées d'Afrique australe et les tenrecs de Madagascar et d'Afrique, deux familles de petits mammifères qui faisaient traditionnellement partie de l'ordre Insectivora.
- Famille : Tenrecidae (tenrecs)
  - Sous-famille : Potamogalinae
    - Genre : Micropotamogale
      - Musaraigne loutre Nimba, Micropotamogale lamottei EN

## Ordre:Hyracoidea(hyrax)

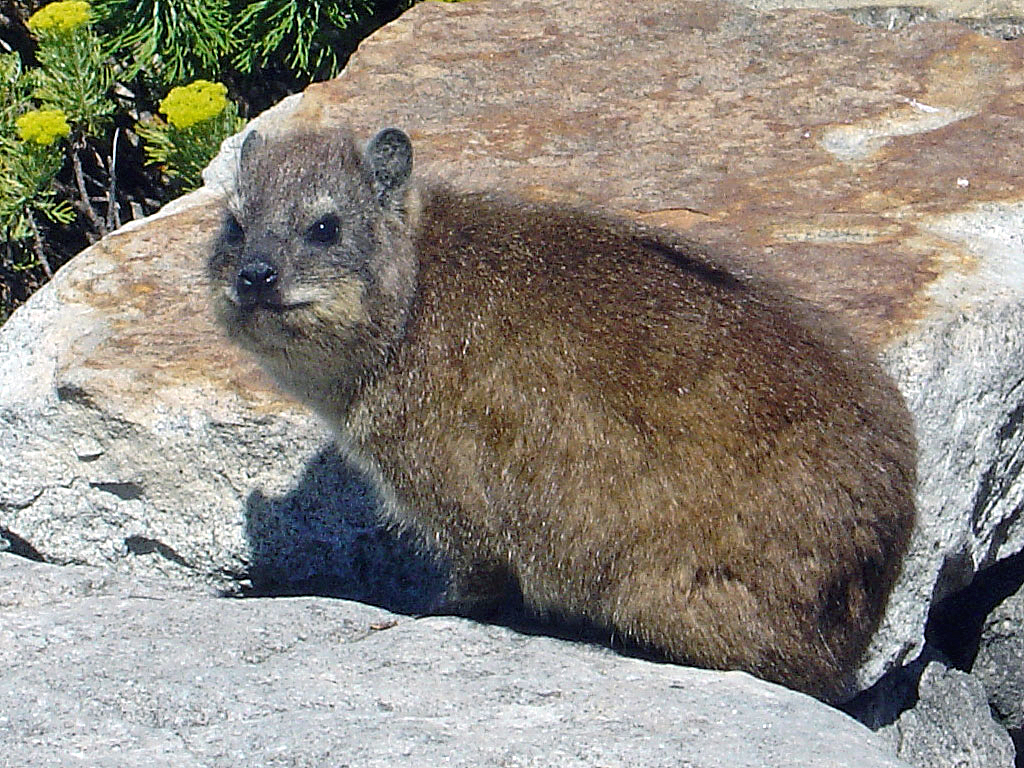
Cape hyrax

Les damans sont l'une des quatre espèces de mammifères herbivores assez petits et trapus de l'ordre des Hyracoidea. À peu près de la taille d'un chat domestique, ils sont bien poilus, avec un corps arrondi et une queue trapue. Ils sont originaires d'Afrique et du Moyen-Orient.
- Famille : Procaviidae (hyrax)
  - Genre : Dendrohyrax
    - Hyrax des arbres de l'Ouest, Dendrohyrax dorsalis LC

  - Genre : Procavia
    - Daman du Cap, Procavia capensis LC

## Ordre:Proboscidea(éléphants)
Les éléphants comprennent trois espèces vivantes et sont les plus grands animaux terrestres vivants.
- Famille : Elephantidae (éléphants)
  - Genre : Loxodonte
    - Éléphant de forêt d'Afrique, L. cyclotis CR

## Ordre:Sirenia(lamantins et dugongs)
Sirenia est un ordre de mammifères herbivores entièrement aquatiques qui habitent les rivières, les estuaires, les eaux marines côtières, les marécages et les zones humides marines. Les quatre espèces sont menacées.
- Famille : Trichéchidés
  - Genre : Trichechus
    - Lamantin africain, Trichechus senegalensis VU

## Ordre:Primates

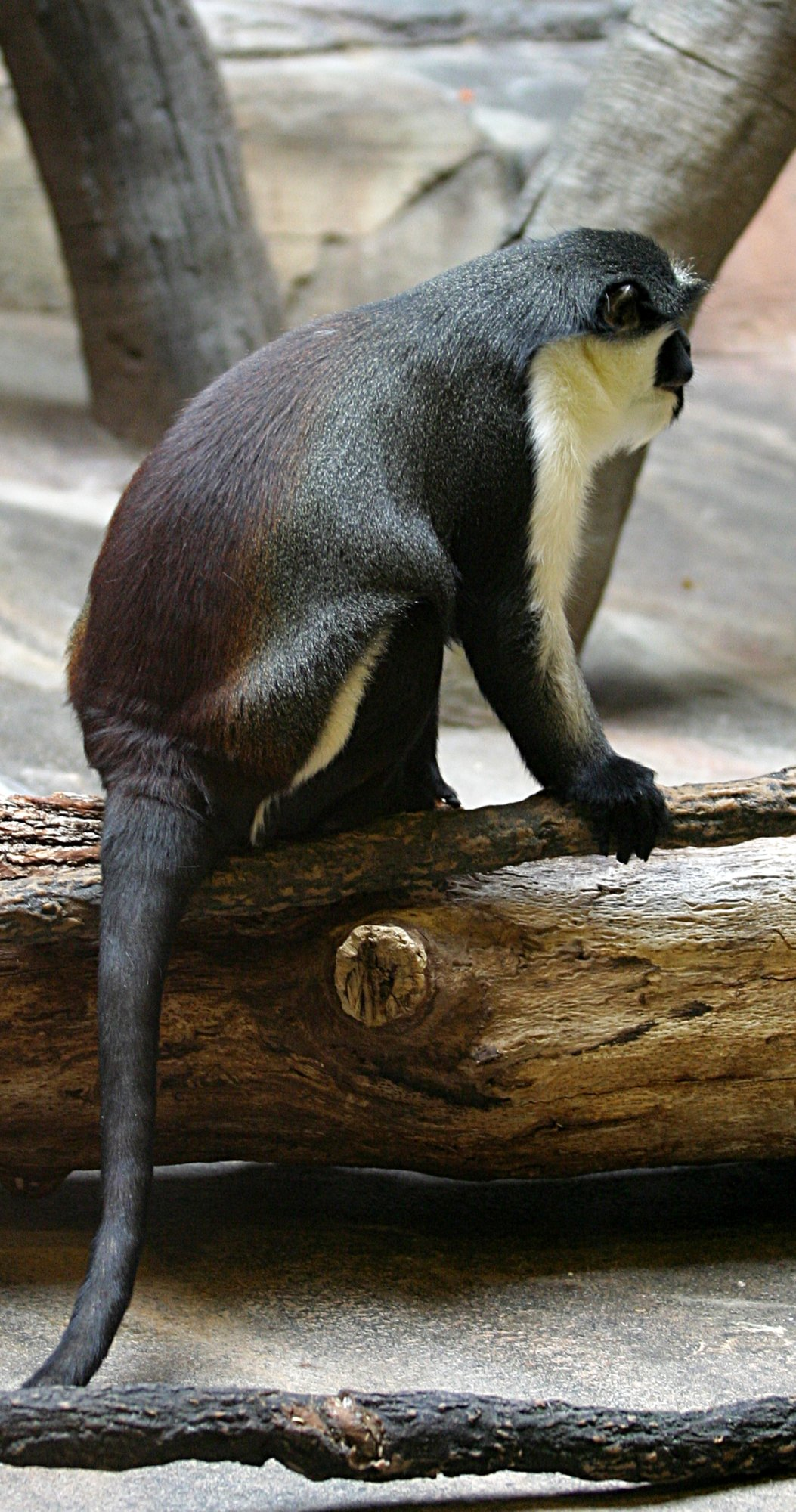
Singe Diane

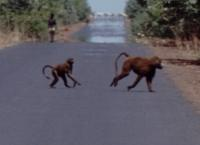
Babouin de Guinée

L'ordre des primates comprend les humains et leurs plus proches parents : les lémuriens, les lorisoïdes, les tarsiers, les singes et les grands singes.
- Sous-ordre : Strepsirrhini
  - Infra-ordre : Lémuriformes
    - Superfamille : Lorisoidea
      - Famille : Lorisidae (loris, bushbabies)
        - Genre : Perodicticus
          - Potto, Perodicticus potto LR/lc

      - Famille : Galagidés
        - Genre : Galagoïdes
          - Bushbaby du prince Demidoff, Galagoides demidovii LR/lc

        - Genre : Galago
          - Galago du Sénégal, Galago senegalensis LR/lc
- Sous-ordre : Haplorhini
  - Infraordre : Simiiformes
    - Parvorder: Catarrhini
      - Superfamille : Cercopithecoidea
        - Famille : Cercopithecidae (singes de l'Ancien Monde)
          - Genre : Erythrocebus
            - Singe patas, Erythrocebus patas LR/lc

          - Genre : Chlorocébus
            - Singe vert, Chlorocebus sabaeus LR/lc

          - Genre : Cercopithecus
            - Singe mona de Campbell, Cercopithecus campbelli LR/lc
            - Singe diane, Cercopithecus diana FR
            - Singe à nez tacheté moindre, Cercopithecus petaurista LR/lc

          - Genre : Papio
            - Babouin olive, Papio anubis LR/lc
            - Babouin de Guinée, Papio papio LR/nt

          - Genre : Cercocebus
            - Mangabey fuligineux, Cercocebus atys LR/nt
            - Mangabey à collier, Cercocebus torquatus LR/nt

          - Sous-famille : Colobinae
            - Genre : Colobe
              - Colobe royal, Colobus polykomos LR/nt

            - Genre : Procolobus
              - Colobe rouge, Procolobus badius EN
              - Colobe olive, Procolobus verus LR/nt

      - Superfamille : Hominoidea
        - Famille : Hominidés (grands singes)
          - Sous-famille : Homininae
            - Tribu : Panini
              - Genre: Pan
                - Chimpanzé commun, Pan troglodytes FR

## Ordre:Rodentia(rongeurs)

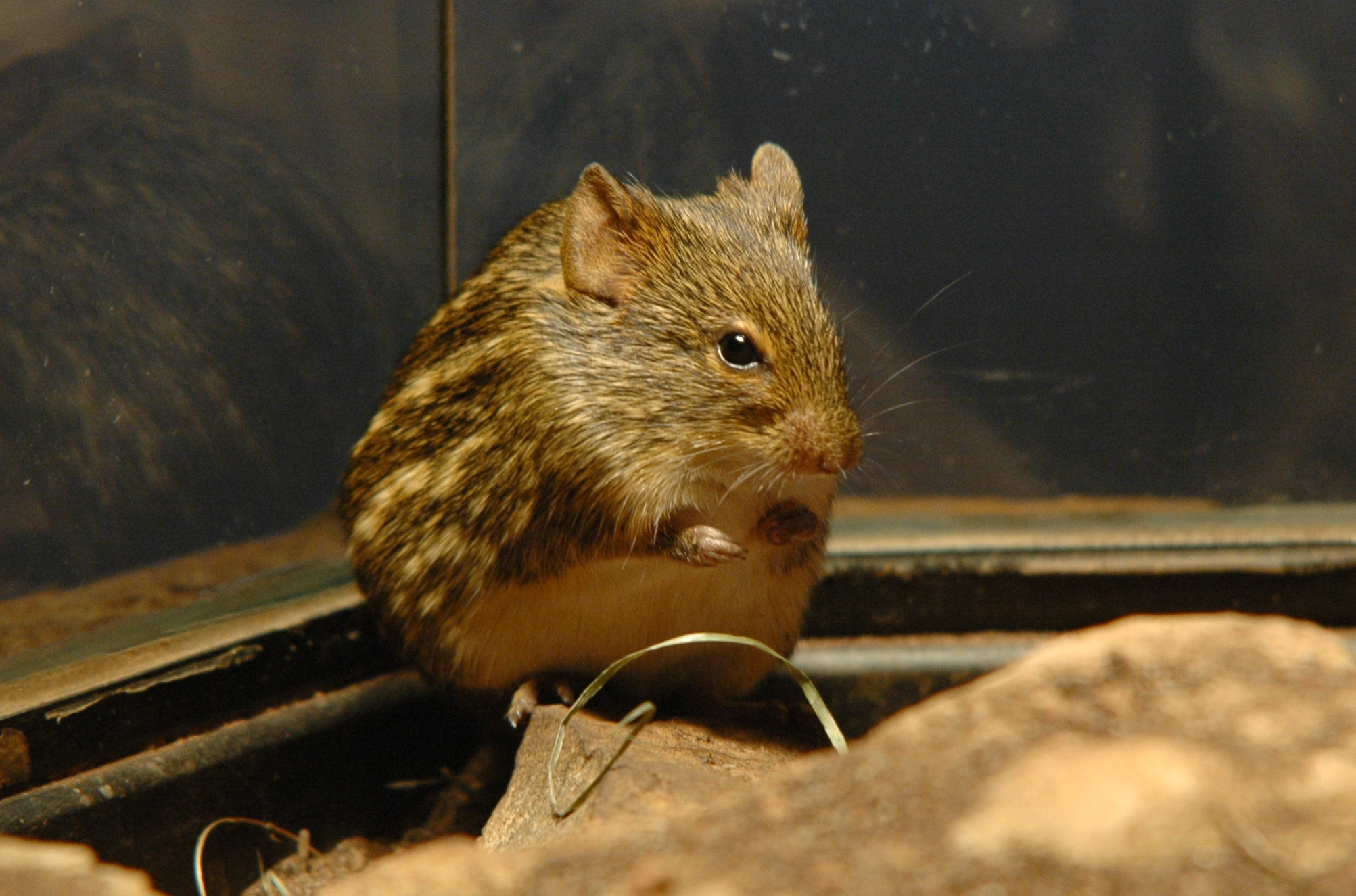
Souris d'herbe rayée typique

Les rongeurs constituent le plus grand ordre de mammifères, avec plus de 40% des espèces de mammifères. Ils ont deux incisives dans la mâchoire supérieure et inférieure qui poussent continuellement et doivent être maintenues courtes en rongeant. La plupart des rongeurs sont petits bien que le capybara puisse peser jusqu'à 45 kg ( Unité «  » inconnue du modèle {{Conversion}}.).
- Suborder: Hystricognathi
  - Family: Hystricidae (Old World porcupines)
    - Genus: Atherurus
      - African brush-tailed porcupine, Atherurus africanus LC

  - Family: Thryonomyidae (cane rats)
    - Genus: Thryonomys
      - Greater cane rat, Thryonomys swinderianus LC
- Suborder: Sciurognathi
  - Family: Anomaluridae
    - Subfamily: Anomalurinae
      - Genus: Anomalurops
        - Beecroft's scaly-tailed squirrel, Anomalurops beecrofti LC

  - Family: Sciuridae (squirrels)
    - Subfamily: Xerinae
      - Tribe: Xerini
        - Genus: Xerus
          - Striped ground squirrel, Xerus erythropus LC

      - Tribe: Protoxerini
        - Genus: Funisciurus
          - Fire-footed rope squirrel, Funisciurus pyrropus LC

        - Genus: Heliosciurus
          - Gambian sun squirrel, Heliosciurus gambianus LC
          - Small sun squirrel, Heliosciurus punctatus DD
          - Red-legged sun squirrel, Heliosciurus rufobrachium LC

        - Genus: Paraxerus
          - Green bush squirrel, Paraxerus poensis LC

  - Family: Nesomyidae
    - Subfamily: Dendromurinae
      - Genus: Dendromus
        - Gray climbing mouse, Dendromus melanotis LC

    - Subfamily: Cricetomyinae
      - Genus: Cricetomys
        - Emin's pouched rat, Cricetomys emini LC
        - Gambian pouched rat, Cricetomys gambianus LC

  - Family: Muridae (mice, rats, voles, gerbils, hamsters, etc.)
    - Subfamily: Deomyinae
      - Genus: Lophuromys
        - Rusty-bellied brush-furred rat, Lophuromys sikapusi LC

      - Genus: Uranomys
        - Rudd's mouse, Uranomys ruddi LC

    - Subfamily: Gerbillinae
      - Genus: Tatera
        - Guinean gerbil, Tatera guineae LC
        - Kemp's gerbil, Tatera kempi LC

      - Genus: Taterillus
        - Gracile tateril, Taterillus gracilis LC

    - Subfamily: Murinae
      - Genus: Arvicanthis
        - Sudanian grass rat, Arvicanthis ansorgei LC
        - Guinean grass rat, Arvicanthis rufinus LC

      - Genus: Dasymys
        - West African shaggy rat, Dasymys rufulus LC

      - Genus: Dephomys
        - Defua rat, Dephomys defua LC

      - Genus: Grammomys
        - Bunting's thicket rat, Grammomys buntingi DD
        - Shining thicket rat, Grammomys rutilans LC

      - Genus: Hybomys
        - Miller's striped mouse, Hybomys planifrons LC
        - Temminck's striped mouse, Hybomys trivirgatus LC

      - Genus: Hylomyscus
        - Allen's wood mouse, Hylomyscus alleni LC

      - Genus: Lemniscomys
        - Bellier's striped grass mouse, Lemniscomys bellieri LC
        - Senegal one-striped grass mouse, Lemniscomys linulus DD
        - Typical striped grass mouse, Lemniscomys striatus LC
        - Heuglin's striped grass mouse, Lemniscomys zebra LC

      - Genus: Malacomys
        - Edward's swamp rat, Malacomys edwardsi LC

      - Genus: Mastomys
        - Guinea multimammate mouse, Mastomys erythroleucus LC
        - Hubert's multimammate mouse, Mastomys huberti LC
        - Natal multimammate mouse, Mastomys natalensis LC

      - Genus: Mus
        - Baoule's mouse, Mus baoulei LC
        - Matthey's mouse, Mus mattheyi LC
        - African pygmy mouse, Mus minutoides LC
        - Peters's mouse, Mus setulosus LC

      - Genus: Mylomys
        - African groove-toothed rat, Mylomys dybowskii LC

      - Genus: Oenomys
        - Ghana rufous-nosed rat, Oenomys ornatus DD

      - Genus: Praomys
        - Dalton's mouse, Praomys daltoni LC
        - Jackson's soft-furred mouse, Praomys jacksoni LC
        - Forest soft-furred mouse, Praomys rostratus LC
        - Tullberg's soft-furred mouse, Praomys tullbergi LC

## Ordre:Lagomorpha(lagomorphes)
Les lagomorphes comprennent deux familles, les Leporidae (lièvres et lapins) et les Ochotonidae (pikas). Bien qu'ils puissent ressembler à des rongeurs et qu'ils aient été classés comme une superfamille dans cet ordre jusqu'au début du XXe siècle, ils ont depuis été considérés comme un ordre distinct. Ils diffèrent des rongeurs par un certain nombre de caractéristiques physiques, comme le fait d'avoir quatre incisives dans la mâchoire supérieure au lieu de deux.
- Famille : Leporidae (lapins, lièvres)
  - Genre : Lepus
    - Lièvre du Cap, Lepus capensis LR/lc
    - Lièvre de savane africaine, Lepus microtis LR/lc

## Ordre:Erinaceomorpha(hérissons et gymnures)
L'ordre des Erinaceomorpha contient une seule famille, les Erinaceidae, qui comprend les hérissons et les gymnures. Les hérissons sont facilement reconnaissables à leurs épines tandis que les gymnures ressemblent plus à de gros rats.
- Famille : Erinaceidae (hérissons)
  - Sous-famille : Erinaceinae
    - Genre : Atelerix
      - Hérisson à quatre doigts, Atelerix albiventris LR/lc

## Ordre:Soricomorpha(musaraignes, taupes et solénodons)
Les musaraignes sont des mammifères insectivores. Les musaraignes et les solénodons ressemblent beaucoup aux souris tandis que les taupes sont des fouisseurs au corps robuste.
- Famille : Soricidae (musaraignes)
  - Sous-famille : Crocidurinae
    - Genre : Crocidura
      - Musaraigne de Buettikofer, Crocidura buettikoferi LC
      - Musaraigne de Crosse, Crocidura crossei LC
      - La musaraigne de Dent, Crocidura denti LC
      - La musaraigne du renard, Crocidura foxi LC
      - Musaraigne musquée bicolore, Crocidura fuscomurina LC
      - Musaraigne à grosse tête, Crocidura grandiceps NT
      - Musaraigne de Grasse, Crocidura grassei LC
      - La musaraigne de Lamotte, Crocidura lamottei LC
      - Musaraigne de Mauritanie, Crocidura lusitania LC
      - Musaraigne à longue queue d'Afrique de l'Ouest, Crocidura muricauda LC
      - Musaraigne naine de savane, Crocidura nanilla LC
      - Musaraigne nimba, Crocidura nimbae VU
      - Musaraigne pygmée d'Afrique de l'Ouest, Crocidura obscurior LC
      - Musaraigne musquée de Fraser, Crocidura poensis LC
      - Musaraigne de Thérèse, Crocidura theresae LC

    - Genre : Sylvisorex
      - Musaraigne grimpante, Sylvisorex megalura LC

## Ordre:Chiroptères(chauves-souris)
La caractéristique la plus distinctive des chauves-souris est que leurs membres antérieurs sont développés comme des ailes, ce qui en fait les seuls mammifères capables de voler. Les espèces de chauves-souris représentent environ 20 % de tous les mammifères.
- Family: Pteropodidae (flying foxes, Old World fruit bats)
  - Subfamily: Pteropodinae
    - Genus: Eidolon
      - Straw-coloured fruit bat, Eidolon helvum LC

    - Genus: Epomophorus
      - Gambian epauletted fruit bat, Epomophorus gambianus LC

    - Genus: Epomops
      - Buettikofer's epauletted fruit bat, Epomops buettikoferi LC

    - Genus: Hypsignathus
      - Hammer-headed bat, Hypsignathus monstrosus LC

    - Genus: Lissonycteris
      - Smith's fruit bat, Lissonycteris smithi LC

    - Genus: Micropteropus
      - Peters's dwarf epauletted fruit bat, Micropteropus pusillus LC

    - Genus: Myonycteris
      - Little collared fruit bat, Myonycteris torquata LC

    - Genus: Nanonycteris
      - Veldkamp's dwarf epauletted fruit bat, Nanonycteris veldkampi LC

    - Genus: Rousettus
      - Egyptian fruit bat, Rousettus aegyptiacus LC

    - Genus: Scotonycteris
      - Zenker's fruit bat, Scotonycteris zenkeri NT

  - Subfamily: Macroglossinae
    - Genus: Megaloglossus
      - Woermann's bat, Megaloglossus woermanni LC
- Family: Vespertilionidae
  - Subfamily: Kerivoulinae
    - Genus: Kerivoula
      - Copper woolly bat, Kerivoula cuprosa NT
      - Lesser woolly bat, Kerivoula lanosa LC
      - Spurrell's woolly bat, Kerivoula phalaena NT

  - Subfamily: Myotinae
    - Genus: Myotis
      - Rufous mouse-eared bat, Myotis bocagii LC
      - Welwitsch's bat, Myotis welwitschii LC

  - Subfamily: Vespertilioninae
    - Genus: Glauconycteris
      - Abo bat, Glauconycteris poensis LC

    - Genus: Hypsugo
      - Broad-headed pipistrelle, Hypsugo crassulus LC

    - Genus: Mimetillus
      - Moloney's mimic bat, Mimetillus moloneyi LC

    - Genus: Neoromicia
      - Cape serotine, Neoromicia capensis LC
      - Tiny serotine, Neoromicia guineensis LC
      - Banana pipistrelle, Neoromicia nanus LC
      - Somali serotine, Neoromicia somalicus LC
      - White-winged serotine, Neoromicia tenuipinnis LC

    - Genus: Pipistrellus
      - Tiny pipistrelle, Pipistrellus nanulus LC

    - Genus: Scotophilus
      - African yellow bat, Scotophilus dinganii LC
      - White-bellied yellow bat, Scotophilus leucogaster LC
      - Nut-colored yellow bat, Scotophilus nux LC

  - Subfamily: Miniopterinae
    - Genus: Miniopterus
      - Greater long-fingered bat, Miniopterus inflatus LC
      - Common bent-wing bat, Miniopterus schreibersii LC
- Family: Molossidae
  - Genus: Chaerephon
    - Gland-tailed free-tailed bat, Chaerephon bemmeleni LC
    - Lappet-eared free-tailed bat, Chaerephon major LC
    - Little free-tailed bat, Chaerephon pumila LC

  - Genus: Mops
    - Sierra Leone free-tailed bat, Mops brachypterus LC
    - Angolan free-tailed bat, Mops condylurus LC
    - Dwarf free-tailed bat, Mops nanulus LC
    - Railer bat, Mops thersites LC
    - Trevor's free-tailed bat, Mops trevori VU
- Family: Emballonuridae
  - Genus: Coleura
    - African sheath-tailed bat, Coleura afra LC

  - Genus: Saccolaimus
    - Pel's pouched bat, Saccolaimus peli NT
- Family: Nycteridae
  - Genus: Nycteris
    - Bate's slit-faced bat, Nycteris arge LC
    - Gambian slit-faced bat, Nycteris gambiensis LC
    - Large slit-faced bat, Nycteris grandis LC
    - Hairy slit-faced bat, Nycteris hispida LC
    - Intermediate slit-faced bat, Nycteris intermedia NT
    - Large-eared slit-faced bat, Nycteris macrotis LC
    - Ja slit-faced bat, Nycteris major VU
    - Egyptian slit-faced bat, Nycteris thebaica LC
- Family: Rhinolophidae
  - Subfamily: Rhinolophinae
    - Genus: Rhinolophus
      - Halcyon horseshoe bat, Rhinolophus alcyone LC
      - Dent's horseshoe bat, Rhinolophus denti DD
      - Rüppell's horseshoe bat, Rhinolophus fumigatus LC
      - Guinean horseshoe bat, Rhinolophus guineensis VU
      - Hill's horseshoe bat, Rhinolophus hillorum VU
      - Lander's horseshoe bat, Rhinolophus landeri LC
      - Maclaud's horseshoe bat, Rhinolophus maclaudi EN
      - Bushveld horseshoe bat, Rhinolophus simulator LC
      - Ziama horseshoe bat, Rhinolophus ziama EN

  - Subfamily: Hipposiderinae
    - Genus: Hipposideros
      - Aba roundleaf bat, Hipposideros abae NT
      - Benito roundleaf bat, Hipposideros beatus LC
      - Sundevall's roundleaf bat, Hipposideros caffer LC
      - Cyclops roundleaf bat, Hipposideros cyclops LC
      - Sooty roundleaf bat, Hipposideros fuliginosus NT
      - Giant roundleaf bat, Hipposideros gigas LC
      - Jones's roundleaf bat, Hipposideros jonesi NT
      - Lamotte's roundleaf bat, Hipposideros lamottei CR
      - Aellen's roundleaf bat, Hipposideros marisae EN
      - Noack's roundleaf bat, Hipposideros ruber LC

## Ordre:Pholidota(pangolins)
L'ordre Pholidota comprend les huit espèces de pangolins. Les pangolins sont des fourmiliers et ont les griffes puissantes, le museau allongé et la longue langue que l'on retrouve chez les autres espèces de fourmiliers non apparentées.
- Famille : Manidés
  - Genre: Manis
    - Pangolin géant, Manis gigantea LR/lc
    - Pangolin arboricole, Manis tricuspis LR/lc

## Ordre:Cétacés(baleines)

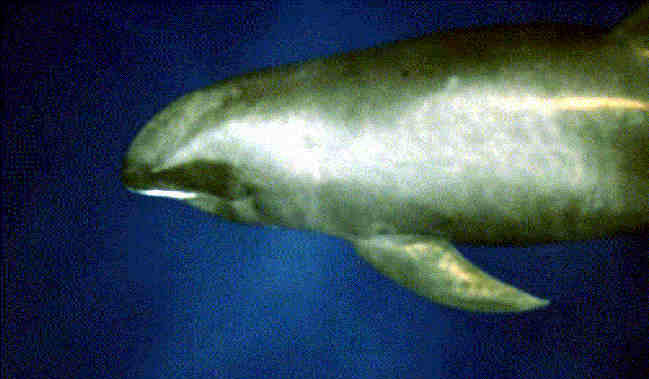
Baleine à tête de melon

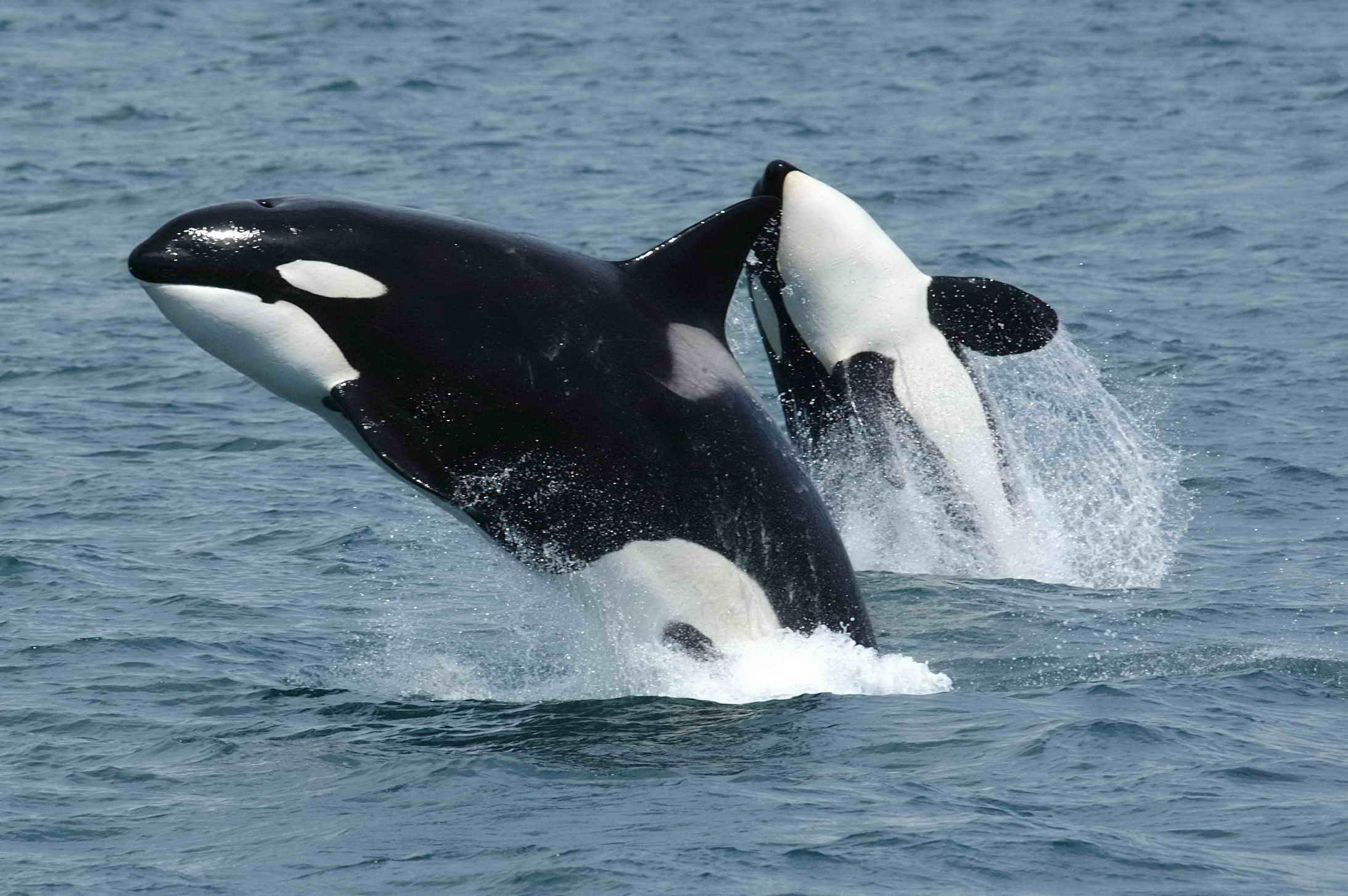
Orques

L'ordre des cétacés comprend les baleines, les dauphins et les marsouins. Ce sont les mammifères les mieux adaptés à la vie aquatique avec un corps presque glabre en forme de fuseau, protégé par une épaisse couche de graisse, et des membres antérieurs et une queue modifiés pour assurer la propulsion sous l'eau.
- Sous-ordre : Mysticéti
  - Famille : Balaenoptéridés
    - Sous-famille : Balaenopterinae
      - Genre : Balaenoptera
        - Petit rorqual commun, Balaenoptera acutorostrata VU
        - Rorqual boréal, Balaenoptera borealis FR
        - Rorqual de Bryde, Balaenoptera brydei FR
        - Rorqual bleu, Balaenoptera musculus FR
        - Rorqual commun, Balaenoptera physalus FR

    - Sous-famille : Megapterinae
      - Genre : Mégaptère
        - Baleine à bosse, Megaptera novaeangliae VU
- Sous-ordre : Odontocètes
  - Superfamille : Platanistoidea
    - Famille : Phocoénidés
      - Genre : Phocoena
        - Marsouin commun, Phocoena phocoena VU

    - Famille : Physeteridae
      - Genre : Physeter
        - Cachalot, Physeter macrocephalus VU

    - Famille : Kogiidés
      - Genre: Kogia
        - Cachalot pygmée, Kogia breviceps DD
        - Cachalot nain, Kogia sima DD

    - Famille : Ziphidés
      - Genre : Mésoplodon
        - Baleine à bec de Blainville, Mesoplodon densirostris DD
        - Baleine à bec de Gervais, Mesoplodon europaeus DD

      - Genre : Ziphius
        - Baleine à bec de Cuvier, Ziphius cavirostris DD

    - Famille : Delphinidae (dauphins marins)
      - Genre : Orcinus
        - Orque, Orcinus orca DD

      - Genre : Férésa
        - Orque pygmée, Feresa attenuata DD

      - Genre : Pseudorque
        - Fausse orque, Pseudorca crassidens DD

      - Genre : Delphinus
        - Dauphin commun à bec court, Delphinus delphis LR/cd

      - Genre : Lagenodelphis
        - Dauphin de Fraser, Lagenodelphis hosei DD

      - Genre : Sténelle
        - Dauphin tacheté pantropical, Stenella attenuata LR/cd
        - Dauphin clymène, Stenella clymene DD
        - Dauphin rayé, Stenella coeruleoalba DD
        - Dauphin tacheté de l'Atlantique, Stenella frontalis DD
        - Dauphin à long bec, Stenella longirostris LR/cd

      - Genre : Steno
        - Dauphin à dents rugueuses, Steno bredanensis DD

      - Genre : Tursiops
        - Grand dauphin commun, Tursiops truncatus LC

      - Genre : Globicephala
        - Globicéphale à nageoires courtes, Globicephala macrorhynchus DD

      - Genre : Grampus
        - Dauphin de Risso, Grampus griseus DD

      - Genre : Peponocephala
        - Baleine à tête de melon, Peponocephala electra DD

## Ordre:Carnivora(carnivores)

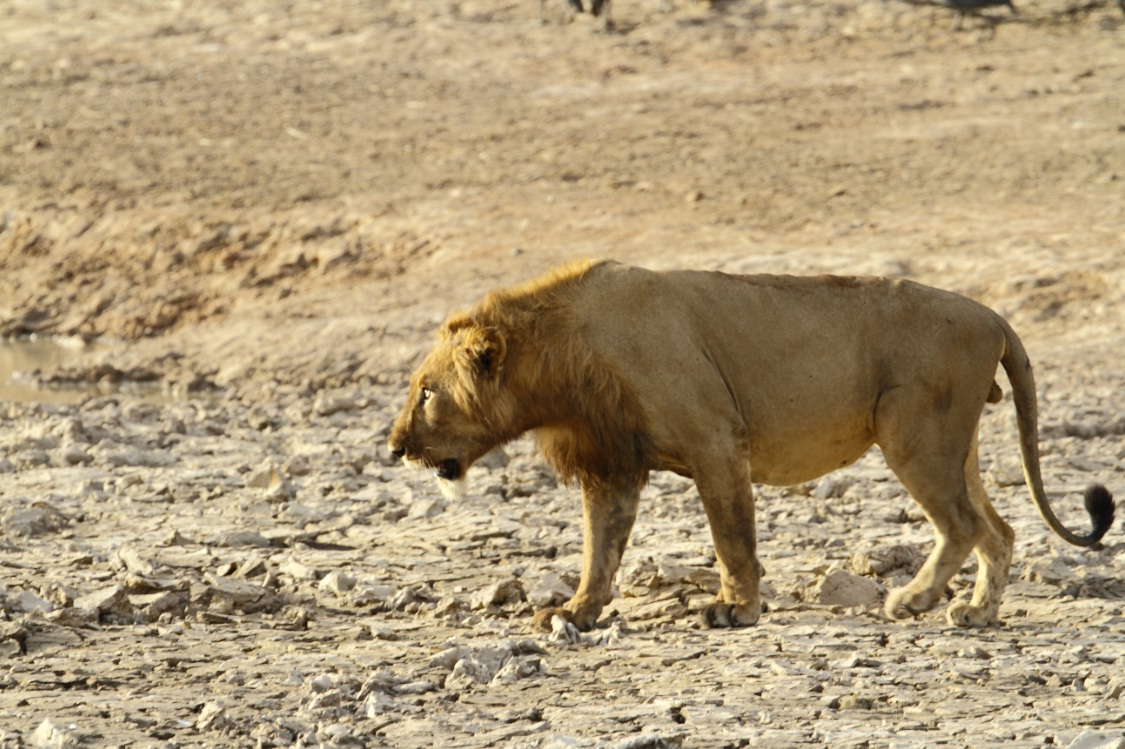
Lion

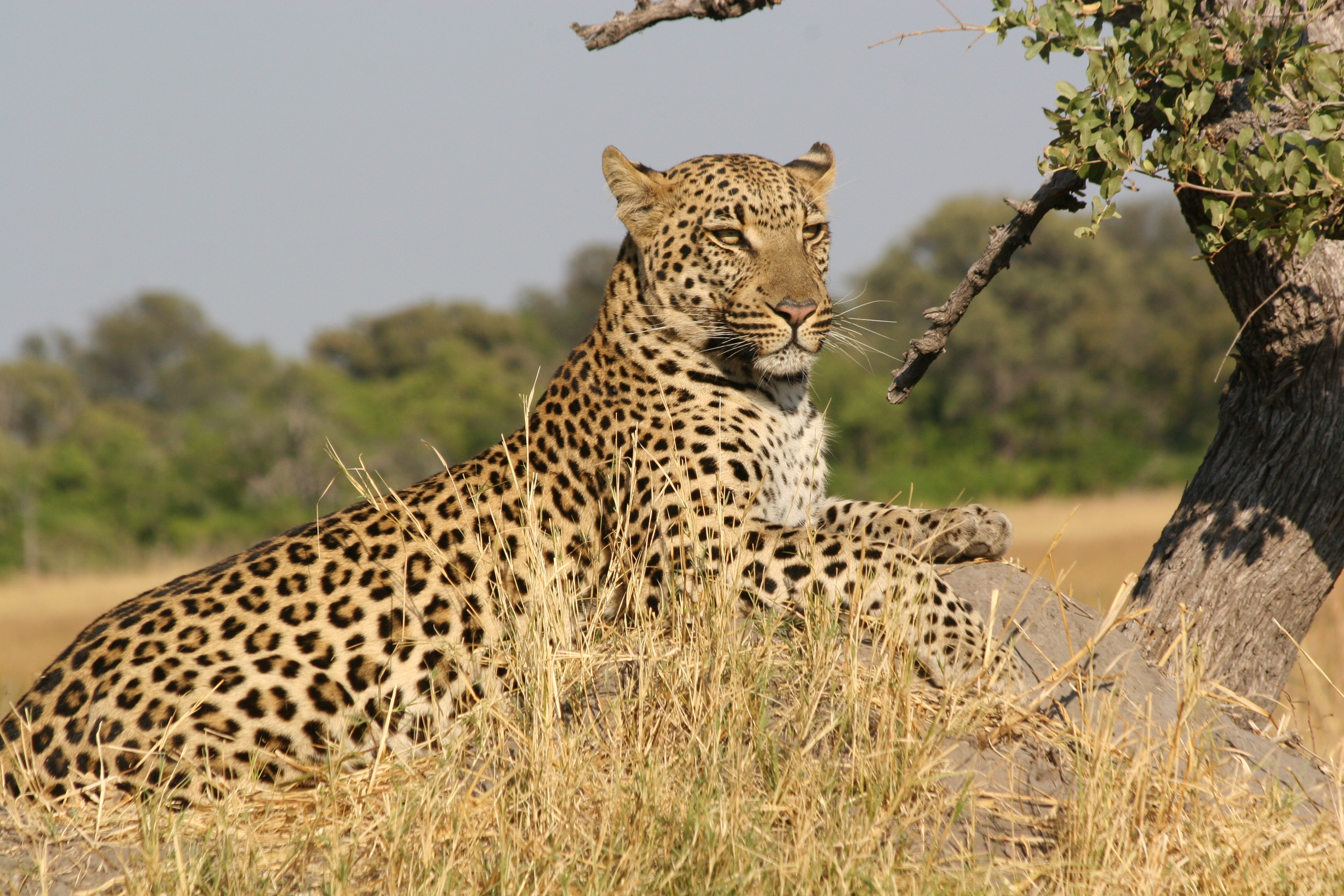
Léopard d'Afrique

Il existe plus de 260 espèces de carnivores, dont la majorité se nourrissent principalement de viande. Ils ont une forme de crâne et une dentition caractéristiques.
- Sous-ordre : Feliformia
  - Famille : Félidés (chats)
    - Sous-famille : Félinés
      - Genre : Caracal
        - Caracal, C. caracal LC
        - Chat doré d'Afrique, C. aurata VU

      - Genre : Acinonyx
        - Guépard, Acinonyx jubatus VU

      - Genre : Leptailurus
        - Serval, Leptailurus serval LC

    - Sous-famille : Pantherinae
      - Genre : Panthère
        - Lion, Panthera leo VU
        - Léopard, Panthera pardus VU

  - Famille : Viverridés
    - Sous-famille : Viverrinae
      - Genre : Civettictis
        - Civette africaine, Civettictis civetta LC

      - Genre : Genetta
        - Genette de Johnston, Genetta johnstoni NT
        - Genette tachetée de rouille, Genetta maculata LC

  - Famille : Nandiniidés
    - Genre : Nandinia
      - Civette palmiste africaine, Nandinia binotata LC

  - Famille : Herpestidae (mangoustes)
    - Genre : Herpestes
      - Mangouste égyptienne, Herpestes ichneumon LC

    - Genre : Libériictis
      - Mangouste libérienne, Liberiictis kuhni VU

  - Famille : Hyaenidae (hyènes)
    - Genre : Crocuta
      - Hyène tachetée, Crocuta crocuta LC

    - Genre : Hyène
      - Hyène rayée, Hyaena hyaena NT
- Sous-ordre : Caniformia
  - Famille : Canidés (chiens, renards)
    - Genre : Canis
      - Loup doré d'Afrique, Canis lupaster LC

    - Genre : Lupulella
      - Chacal à rayures latérales, L. adusta LC

    - Genre : Lycaon
      - Lycaon, Lycaon pictus EN présence incertaine

    - Genre : Vulpes
      - Renard pâle, Vulpes pallida LC

  - Famille : Mustelidae (mustélidés)
    - Genre : Ictonyx
      - Putois rayé, Ictonyx striatus LC

    - Genre : Hydrictis
      - Loutre à gorge mouchetée, Hydrictis maculicollis NT

    - Genre : Aonix
      - Loutre africaine sans griffes, Aonyx capensis NT

## Ordre:Artiodactyles(ongulés à doigts pairs)

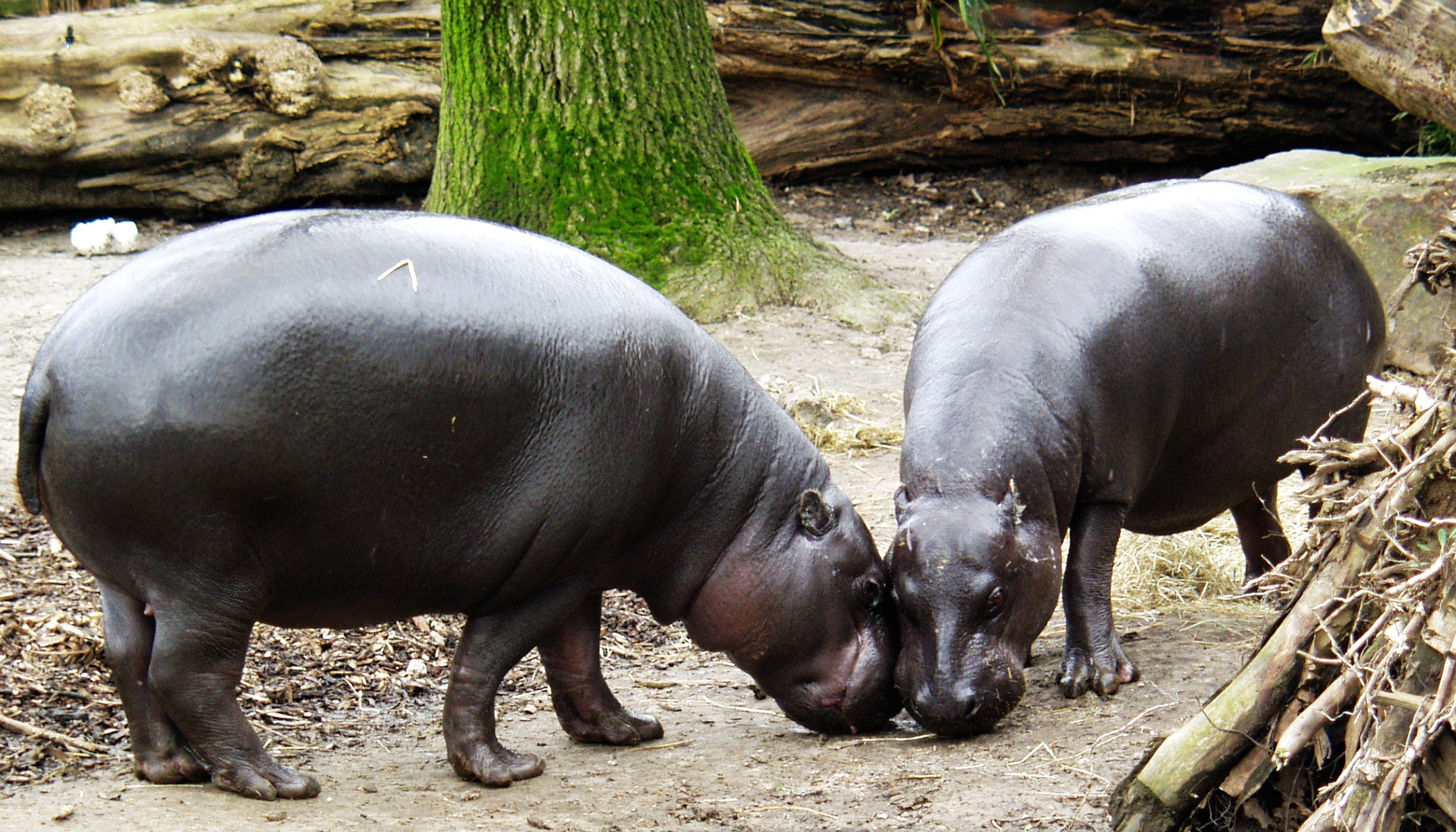
Hippopotame nain

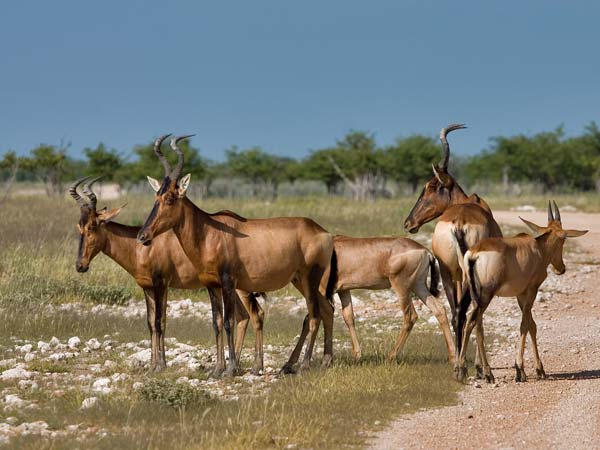
Bubale

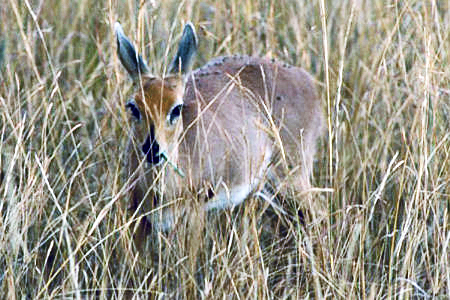
Oribi

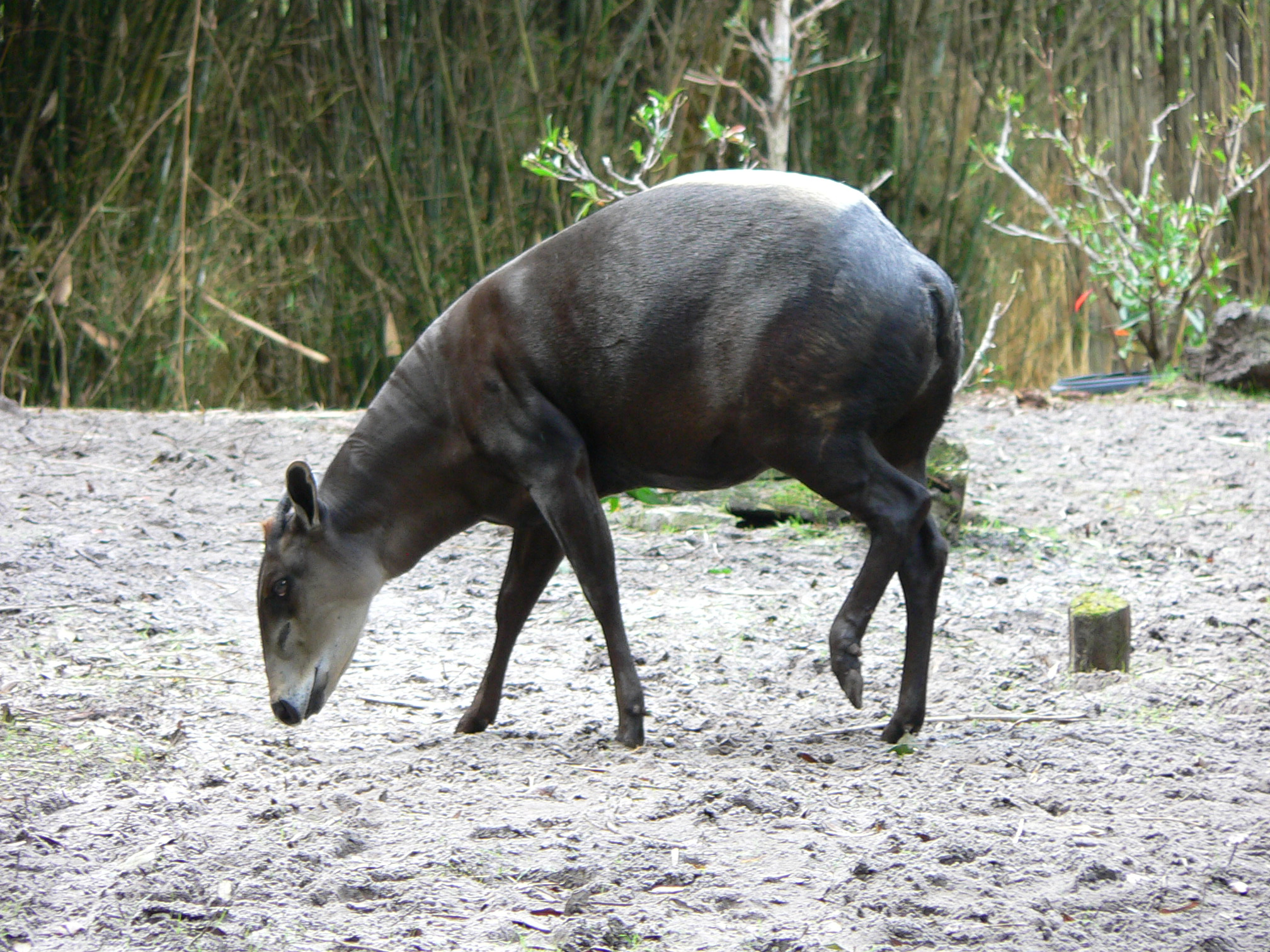
Céphalophe à dos jaune

Les ongulés à doigts pairs sont des ongulés dont le poids est supporté à peu près également par les troisième et quatrième orteils, plutôt que principalement ou entièrement par le troisième comme chez les périssodactyles. Il existe environ 220 espèces d'artiodactyles, dont beaucoup sont d'une grande importance économique pour l'homme.
- Famille : Suidés (porcs)
  - Sous-famille : Phacochoerinae
    - Genre : Phacochère
      - Phacochère commun, Phacochoerus africanus LR/lc

  - Sous-famille : Suinae
    - Genre : Hylochoerus
      - Porc forestier géant, Hylochoerus meinertzhageni LR/lc

    - Genre : Potamochoerus
      - Porc de rivière rouge, Potamochoerus porcus LR/lc
- Famille : Hippopotamidae (hippopotames)
  - Genre : Choeropsis
    - Hippopotame pygmée, C. liberiensis EN

  - Genre : Hippopotame
    - Hippopotame, Hippopotamus amphibius VU
- Famille : Tragulidés
  - Genre : Hyemoschus
    - Chevrotain d'eau, Hyemoschus aquaticus DD
- Famille : Giraffidae (girafe, okapi)
  - Genre : Giraffa
    - Girafe, Giraffa camelopardalis VU disparue
- Famille : Bovidés (bovins, antilopes, ovins, caprins)
  - Sous-famille : Alcelaphinae
    - Genre : Alcelaphus
      - Bubale, Alcelaphus buselaphus LR/cd

  - Sous-famille : Antilopinae
    - Genre : Néotragus
      - Antilope royale, Neotragus pygmaeus LR/nt

    - Genre : Ourebia
      - Oribi, Ourebia ourebi LR/cd

  - Sous-famille : Bovinés
    - Genre : Syncerus
      - Buffle d'Afrique, Syncerus caffer LR/cd

    - Genre : Tragelaphus
      - Bongo des basses terres, Tragelaphus eurycerus eurycerus LR/nt
      - Guib harnaché, Tragelaphus scriptus LR/lc
      - Sitatunga, Tragelaphus spekii LR/nt

  - Sous-famille : Cephalophinae
    - Genre : Céphalophe
      - Céphalophe bai, Cephalophus dorsalis LR/nt
      - Céphalophe de Maxwell, Cephalophus maxwellii LR/nt
      - Céphalophe bleu, Cephalophus monticola LR/lc
      - Céphalophe noir, Cephalophus niger LR/nt
      - Céphalophe d'Ogilby, Cephalophus ogilbyi LR/nt
      - Céphalophe à flancs rouges, Cephalophus rufilatus LR/cd
      - Céphalophe à dos jaune, Cephalophus silvicultor LR/nt
      - Céphalophe zébré, Cephalophus zebra VU

    - Genre : Sylvicapra
      - Céphalophe commun, Sylvicapra grimmia LR/lc

  - Sous-famille : Hippotraginae
    - Genre : Hippotragus
      - Antilope rouanne, Hippotragus equinus LR/cd

  - Sous-famille : Reduncinae
    - Genre : Kobus
      - Cobe à croissant, Kobus ellipsiprymnus LR/cd
      - Kob, Kobus kob LR/cd

    - Genre : Redunca
      - Bohor roseau, Redunca redunca LR/cd